# Nová Vieska
Nová Vieska est une commune du district de Nové Zámky, dans la région de Nitra, en Slovaquie.

## Histoire
La première mention écrite du village date de 1295.

## Démographie

### Évolution de la population
| Année:               | 1994. | 2004.    | 2014.   | 2024.    |
| -------------------- | ----- | -------- | ------- | -------- |
| Nombre de personnes: | 892   | 793      | 722     | 649      |
| Différence:          |       | -11,09 % | -8,95 % | -10,11 % |

| Année:               | 2023. | 2024.   |
| -------------------- | ----- | ------- |
| Nombre de personnes: | 665   | 649     |
| Différence:          |       | -2,40 % |